# Свенссон, Калле
Карл-Оскар Свенссон (швед. Karl-Oskar Svensson; 11 ноября 1925 — 15 июля 2000) по прозвищу Рио-Калле (швед. Rio-Kalle) — шведский футболист, вратарь.

## Карьера
Почти всю свою карьеру провёл в «Хельсингборге». Дебютировал в Аллсвенскан 4 июня 1944 года в последнем матче сезона против «АИКа», который его команда проиграла со счётом 0:2. Последний матч в высшей лиге сыграл 21 октября 1962 года. Провёл за «Хельсингборг» 349 матчей в Аллсвенскан: 312 в 1944—1959 и 37 в 1961—1962 гг., в которых пропустил 575 мячей. Это количество матчей является клубным рекордом и третьим результатом для вратарей в истории Аллсвенскан.
Был включён в заявку сборной Швеции на Олимпийские игры 1948 в Лондоне, но на поле не вышел. Дебютировал в сборной 13 мая 1949 года в товарищеском матче против команды Англии. На чемпионате мира 1950, который принёс сборной Швеции третье место, играл во всех 5 матчах. Именно тогда Свенссон получил своё прозвище «Рио-Калле». На Олимпийских играх 1952 также играл во всех играх сборной Швеции, причём матч за третье место против команды ФРГ отыграл «на ноль». Выиграл в составе сборной Швеции чемпионат Северной Европы 1952—1955. На чемпионат мира 1954 шведам пробиться не удалось. На чемпионате мира 1958 в Швеции играл во всех матчах плей-офф; не пропустил мячей в игре против команды СССР, ставшей через 2 года чемпионом Европы. Финальный матч турнира против сборной Бразилии стал для Свенссона 73-м и последним матчем за национальную сборную.
Признан лучшим футболистом года в Швеции в 1952 году.
Избран в Зал славы шведского футбола в 2005 году.
Свенссон был футболистом-любителем. Он много лет работал в пожарной охране Хельсингборга, вплоть до выхода на пенсию в возрасте 58 лет.